# Kim Dong-hyun
Kim Dong-hyun (tiếng Hàn: 김동현; sinh ngày 11 tháng 6 năm 1997) là một cầu thủ bóng đá người Hàn Quốc hiện đang thi đấu ở vị trí tiền vệ cho Seongnam.

## Thống kê sự nghiệp

### Câu lạc bộ
Tính đến 3 tháng 1 năm 2020.
| Câu lạc bộ          | Mùa giải            | Giải vô địch        | Giải vô địch | Giải vô địch | Cúp     | Cúp       | Khác    | Khác      | Tổng cộng | Tổng cộng |
| Câu lạc bộ          | Mùa giải            | Hạng đấu            | Số trận      | Bàn thắng    | Số trận | Bàn thắng | Số trận | Bàn thắng | Số trận   | Bàn thắng |
| ------------------- | ------------------- | ------------------- | ------------ | ------------ | ------- | --------- | ------- | --------- | --------- | --------- |
| Pohang Steelers     | 2018                | K League 1          | 0            | 0            | 0       | 0         | 0       | 0         | 0         | 0         |
| Gwangju (mượn)      | 2018                | K League 2          | 36           | 3            | 0       | 0         | 0       | 0         | 36        | 3         |
| Seongnam            | 2019                | K League 1          | 7            | 0            | 1       | 0         | 0       | 0         | 8         | 0         |
| Tổng cộng sự nghiệp | Tổng cộng sự nghiệp | Tổng cộng sự nghiệp | 26           | 0            | 1       | 0         | 0       | 0         | 27        | 0         |

Ghi chú
1. ↑  Số lần ra sân tại Cúp Quốc gia Hàn Quốc